# Operació quàntica
En mecànica quàntica, una operació quàntica (també coneguda com a mapa dinàmic quàntic o procés quàntic) és un formalisme matemàtic utilitzat per descriure una àmplia classe de transformacions que pot patir un sistema de mecànica quàntica. Això va ser discutit per primera vegada com una transformació estocàstica general per a una matriu de densitat per George Sudarshan. El formalisme de l'operació quàntica descriu no només l'evolució del temps unitari o les transformacions de simetria de sistemes aïllats, sinó també els efectes de la mesura i les interaccions transitòries amb un entorn. En el context de la computació quàntica, una operació quàntica s'anomena canal quàntic.
Tingueu en compte que alguns autors utilitzen el terme "operació quàntica" per referir-se específicament a mapes completament positius (CP) i que no augmenten la traça a l'espai de matrius de densitat, i el terme "canal quàntic" per referir-se al subconjunt d'aquells que són estrictament conservant traces. Les operacions quàntiques es formulen en termes de la descripció de l'operador de densitat d'un sistema de mecànica quàntica. Rigurosament, una operació quàntica és un mapa lineal completament positiu del conjunt d'operadors de densitat en si mateix. En el context de la informació quàntica, sovint s'imposa la restricció addicional que una operació quàntica {\displaystyle {\mathcal {E}}} ha de ser físic,  és a dir, satisfer {\displaystyle 0\leq \operatorname {Tr} [{\mathcal {E}}(\rho )]\leq 1} per a qualsevol estat {\displaystyle \rho }.
Alguns processos quàntics no es poden captar dins del formalisme de l'operació quàntica; en principi, la matriu de densitat d'un sistema quàntic pot experimentar una evolució temporal completament arbitrària. Les operacions quàntiques es generalitzen mitjançant instruments quàntics, que capturen la informació clàssica obtinguda durant les mesures, a més de la informació quàntica.

## Definició
Recordeu que un operador de densitat és un operador no negatiu en un espai de Hilbert amb traça unitat.
Matemàticament, una operació quàntica és un mapa lineal Φ entre espais d'operadors de classe de traça en espais de Hilbert H i G tal que
- Si S és un operador de densitat, Tr(Φ( S )) ≤ 1.
- Φ és completament positiu, és a dir, per a qualsevol nombre natural n i qualsevol matriu quadrada de mida n les entrades de la qual són operadors de classe de traça

{\displaystyle {\begin{bmatrix}S_{11}&\cdots &S_{1n}\\\vdots &\ddots &\vdots \\S_{n1}&\cdots &S_{nn}\end{bmatrix}}}i que no és negatiu, llavors{\displaystyle {\begin{bmatrix}\Phi (S_{11})&\cdots &\Phi (S_{1n})\\\vdots &\ddots &\vdots \\\Phi (S_{n1})&\cdots &\Phi (S_{nn})\end{bmatrix}}}tampoc és negatiu. En altres paraules, Φ és completament positiu si és positiu per a tot n, on denota el mapa d'identitat a l'àlgebra C* de matrius.
En el context de la informació quàntica, les operacions quàntiques aquí definides, és a dir, mapes completament positius que no augmenten la traça, també s'anomenen canals quàntics o mapes estocàstics. La formulació aquí es limita als canals entre estats quàntics; tanmateix, es pot estendre per incloure també els estats clàssics, per tant permetent que la informació quàntica i clàssica es gestionen simultàniament.